# Інститут центральноєвропейської стратегії
Інстит́ут центр́альноєвропейської страт́егії (англ. The Institute for Central European Strategy, ICES) — українська громадська організація, яка заснована в Ужгороді в 2019 році та діє за принципом «фабрики думок» (think tank). Інститут втілює проєкти у сфері освіти, аналітики, розвитку медіа, місцевого самоврядування, транскордонної співпраці, адвокації реформ, тощо. Засновник і директор організації — Дмитро Тужанський.

## Місія
Місією Інституту центральноєвропейської стратегії є концептуалізація та адвокатура нової стратегії України в Центральній Європі задля консолідації цього геополітичного регіону та інтеграції України до трансатлантичної спільноти.

## Проєкти

### Re:Open Zakarpattia
У 2020 році Інститут центральноєвропейської стратегії за підтримки Агентства США з міжнародного розвитку (USAID) організував перший форум Re:Open Zakarpattia — форум ідей та рішень для розвитку Закарпатської області. Метою представницького зібрання було спростування стереотипів про Закарпаття та відкриття регіону для решти України й світу наново. В рамках підготовки до форуму було проведено соціологічне дослідження щодо суспільно-політичної ситуації в регіоні.
У листопаді 2021 року відбувся другий форум Re:Open Zakarpattia, сфокусований на темі розвитку мультикультурних фронтирів України, соціальній згуртованості, інтеграції та протидії дезінформації. Під час форуму відбулися панельні дискусії про локальні, регіональні, транскордонні та центральноєвропейські контексти. Учасниками форуму були українські та іноземні політики, депутати, міністри, експерти, інтелектуали тощо.
Третій форум Re:Open Zakarpattia відбувся у 2022 році та був присвячений сміливості та стійкості України. Участь у заході взяли представники Уряду, Парламенту, органів місцевого самоврядування, науковці, експерти, громадські діячі, волонтери.

### Re:Open Ukraine
Після початку повномасштабного вторгнення Росії виник проєкт Re:Open Ukraine, метою якого є перевідкрити та пояснити нову Україну як для неї самої, так і для її безпосередніх західних сусідів. Проєкт має 3 фокусні регіони України — Закарпаття, Буковина та Одещина, а також 5 фокусних країн ЄС і НАТО — Польщу, Румунію, Угорщину, Словаччину та Чехію.